# Aspourgos
Aspourgos, genannt Tiberius Julius Aspourgus Philoromaios (griechisch Τιβέριος Ἰούλιος Ἀσποῦργος Φιλορώμαιος) († 38/39 n. Chr.) war nachweisbar von 10/11 n. Chr. bis 38/39 n. Chr. König des antiken hellenistischen Bosporanischen Reiches, das sich am Schwarzen Meer zu beiden Seiten des kimmerischen Bosporus erstreckte. Als Klient des Römischen Reiches nahm er die Zusatznamen Tiberius Julius und „Philoromaios“ (Freund der Römer) an. Er wurde zum Stammvater der Dynastie der Aspourgiden, die mit einigen Unterbrechungen bis zum Jahre 341 das Reich regierte.

Ausdehnung des Bosporanischen Reiches

## Herkunft
Zur Herkunft der Familie des Aspourgos liegen keine konkreten Angaben vor. Sie war vermutlich griechischer und auch persischer Herkunft. Der Name Aspourgos leitet sich von den iranischen Wörtern „aspa“ (Pferd) bzw. „aspabara“ (Reiter) ab. und weist auf die Volksgruppe der „Aspourgianoi“ hin, die als Teil der Stammeskonföderation der Sarmaten an der Straße von Kertsch, einer Meerenge lebten, welche die Halbinsel Krim im Westen von der Halbinsel Taman (heute in Russland) im Osten trennt.
Grund für die Namensgebung könnte der Umstand gewesen sein, dass der Vater von Aspourgos, Asandros, längere Zeit hindurch Pharnakes II., König von Pontos und des Bosporanischen Reiches (63–47 v. Chr.), als Stratege (Militärgouverneur) der von den „Aspourgianoi“ bewohnten Gebiete diente.
Asandros, der Vater des Aspourgos, hatte um 47 v. Chr. Dynamis, die Tochter des Königs Pharnakes II. geheiratet, der ihn um das Jahr 48 v. Chr. zum Statthalter des Bosporanischen Reichs einsetzte. Während der König sich auf einem Feldzug befand, um Julius Caesar das ehemals seinem Vater gehörige Königreich Pontos sowie Bithynien streitig zu machen, empörte sich Asandros, ergriff die Macht und hoffte vergeblich, von den Römern als neuer König anerkannt zu werden. Er besiegte aber König Pharnakes II. nach dessen Niederlage gegen Caesar und Rückkehr in sein Land. Dann wurde Asandros jedoch im Auftrag Caesars vom Onkel seiner Frau, Mithridates von Pergamon († 46 v. Chr.) bekämpft, konnte diesen jedoch schließlich besiegen und töten.
Die Machtergreifung des Asandros wurde von diesem wohl damit legitimiert, dass er mit der Tochter des Königs verheiratet war und Vater von Aspourgos – dessen einzigen leiblichen Erben – war. Nach Pseudo-Lukian erkannte von römischer Seite erst Kaiser Augustus die Herrschaft des Asandros an.
Bei Ausgrabungen in Phanagoria, einer antiken griechischen Kolonie auf der Taman-Halbinsel am östlichen Ufer der Straße von Kertsch (heute in der Region Krasnodar, Russland) wurde eine Inschrift entdeckt, die bestätigt, dass Aspourgos ein Sohn des Königs Asandros war:
„Der König Aspourgus, Freund der Römer, Sohn des Königs Asandrochus hat (diese Statue des) Eros der Aphrodite Urania, der Herrin von Apatouros als Zeichen seiner Dankbarkeit gewidmet.“

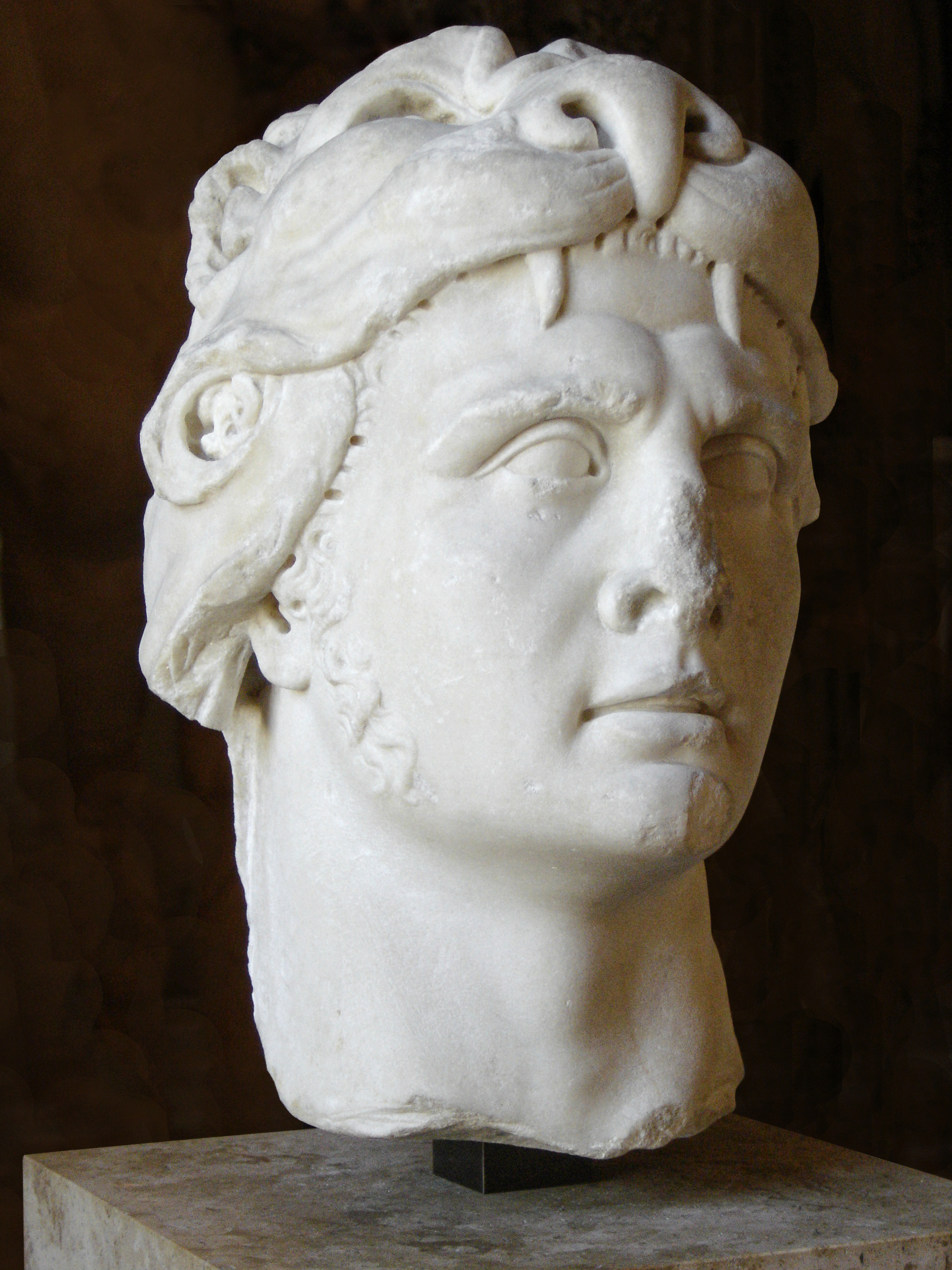
Büste des Mithridates VI. von Pontos, Urgroßvater von König Aspourgos (Paris, Louvre)

Dynamis, die Mutter des Aspourgos, war durch ihren Vater König Pharnakes II. eine Enkelin von Mithridates VI. „dem Großen“, der von rund 120 bis 63 v. Chr. als König von Pontos regiert, die nach ihm benannten drei mithridatischen Kriege gegen Rom geführt und um das Jahr 108 v. Chr. den Bosporanischen Staat dem Königreich Pontos einverleibt hatte.
Aspourgos war daher ein Urenkel dieses hartnäckigsten und zeitweise gefährlichsten Rivalen des Römischen Reiches, über den er glänzende Vorfahren hatte, da dieser nicht nur von den Generälen – und späteren Diadochen – Alexanders des Großen, Antigonos I. Monophthalmos (* um 382 v. Chr. † 301 v. Chr.), dem Stammvater der Antigoniden, und Seleukos I. Nikator (* um 358 v. Chr.; † 281 v. Chr.), dem Stammvater der Seleukiden, sondern auch von den persischen Großkönigen Kyros II. (* um 590 v. Chr.; † 530 v. Chr.) und Dareios I. (* 549 v. Chr.; † 486 v. Chr.) abstammte.

## Leben

### Jugend

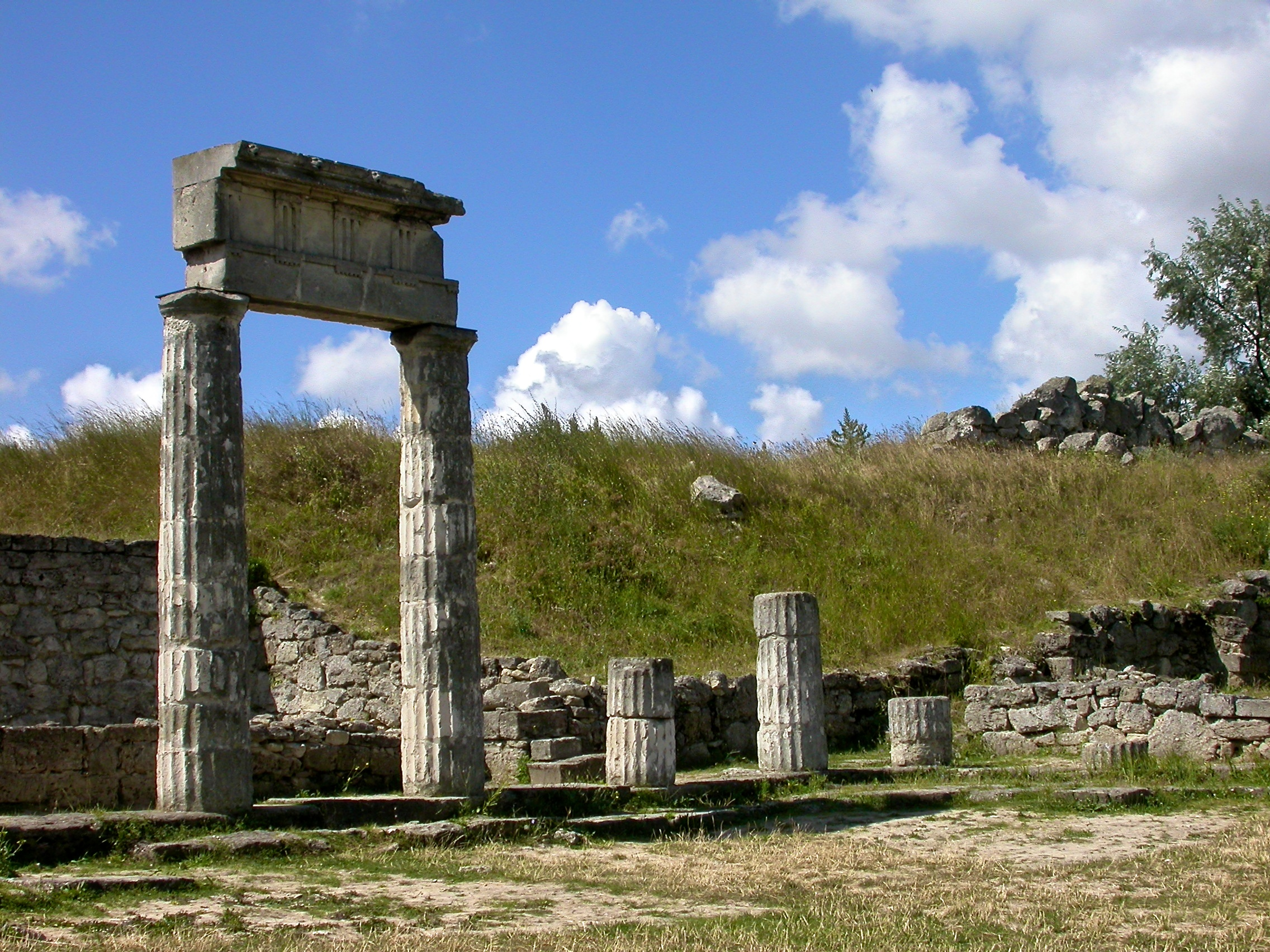
Ruinen von Pantikapaion, der ehemaligen Hauptstadt des Bosporanischen Reiches

Aspourgos wuchs am Hof seines Vaters König Asandros in Pantikapaion (dem modernen Kertsch im Osten der Halbinsel Krim), der Hauptstadt des Bosporanischen Reiches, auf. Diese Bezeichnung hat nichts mit dem allgemein bekannten Bosporus bei Istanbul zu tun, der das Marmarameer mit dem Schwarzen Meer verbindet, sondern hat seinen Namen vom sogenannten „Kimmerischen Bosporus“, der heute die Bezeichnung Straße von Kertsch trägt. Diese befindet sich auf der Ostseite der Halbinsel Krim und verbindet das Schwarze Meer mit dem Asowschen Meer.

### Anwärter auf die Krone
Aspourgos war der einzige Sohn seiner Eltern, bereitete sich daher als natürlicher Erbe darauf vor, nach dem Tod seines in hohem Alter stehenden Vaters die Herrschaft zu übernehmen. Doch dazu sollte es jedoch erst nach einigen Hindernissen kommen.
Sein Vater hatte das sehr beachtliche Alter von etwa 93 Jahren erreicht, als ein plötzlich aufgetauchter angeblicher Enkel von König Mithridates VI. von Pontos namens Scribonius Anspruch auf den Thron des Bosporanischen Reiches erhob, einen Aufstand organisierte und versuchte, mit militärischer Gewalt die Macht an sich zu reißen. König Asandros bereitete sich zum Gegenschlag vor, musste jedoch erkennen, dass viele seiner Soldaten auf die Seite des Usurpators wechselten. Verzweifelt beschloss er, sich lieber zu Tode zu hungern, als sich zu ergeben.
Die Hoffnung des Aspourgos, nach dem Tod seines Vaters im Jahre 17 v. Chr. auf den Thron folgen zu können, war vergeblich, da der Usurpator Scribonius die Herrschaft im Bosporanischen Reich übernahm und zur Legitimation seiner Ansprüche Dynamis, die Witwe des Königs Asandros, heiratete und damit zum Stiefvater des Aspourgos wurde.
Sobald Kaiser Augustus (* 63 v. Chr.; † 14 n. Chr.) von dieser Revolte erfuhr, beauftragte er seinen Schwiegersohn, den römischen Feldherrn und Staatsmann Marcus Vipsanius Agrippa (* 64 v. Chr.; † 12 v. Chr.), mit einer militärischen Intervention. Diese sollte auf Agrippas Geheiß von Polemon I. Eusebes durchgeführt werden, doch die Bosporaner ermordeten Scribonius schon zuvor.
Nach der Beseitigung des Usurpators konnte Aspourgos wieder nicht die Thronfolge antreten. Agrippa bestimmte im Einvernehmen mit Kaiser Augustus zunächst Dynamis, die Mutter des Aspourgos, zur alleinigen Herrscherin des Königreiches. Um die regionale Stabilität zu stärken, drängte Agrippa jedoch Dynamis, sich 14 v. Chr. in dritter Ehe mit Polemon I. zu verheiraten, der seit 37 v. Chr. als römischer Klient das Königreich Pontus, Kilikien und auch das Land Kolchis regierte, das nach der Argonautensage die Heimat der Medea und des Goldenen Vlieses war. Damit übernahm statt Aspourgos dessen zweiter Stiefvater Polemon I. von Pontus zusätzlich auch noch die Herrschaft über das Bosporanische Reich.
Diese Situation, d. h., die dritte Ehe seiner Mutter Dynamis und die Vereinigung der beiden römischen Klientenstaaten – wurde zwar von Kaiser Augustus gebilligt, sollte jedoch nicht von Dauer sein. Bald nach der Eheschließung kam es zum heftigen Streit über die Ausübung der Herrschaft, in dessen Verlauf König Polemon I. im Jahre 13 v. Chr. Dynamis verstieß, die sich daraufhin zu den ihr loyal eingestellten Stämmen der „Aspourgianoi“ zurückzog und von dort aus den Widerstand gegen Polemon I. organisierte. König Polemon I. heiratete daraufhin um 13 v. Chr. Pythodoris von Thralles, die durch ihre Mutter Antonia vielleicht eine Enkelin des römischen Staatsmannes Marcus Antonius war.

### Rebell
Dynamis und ihr Sohn Aspourgos organisierten Revolten und Aufstände gegen König Polemon I., der daher nur Teile des Bosporanischen Reiches kontrollieren konnte. Aspourgos setzte seine Politik der Aufstände gegen Polemon I. jahrelang fort, bis es seinen Anhängern schließlich im Jahre 8 v. Chr. gelang, Polemon I. zu fangen und zu töten.

### König des Bosporanischen Reiches

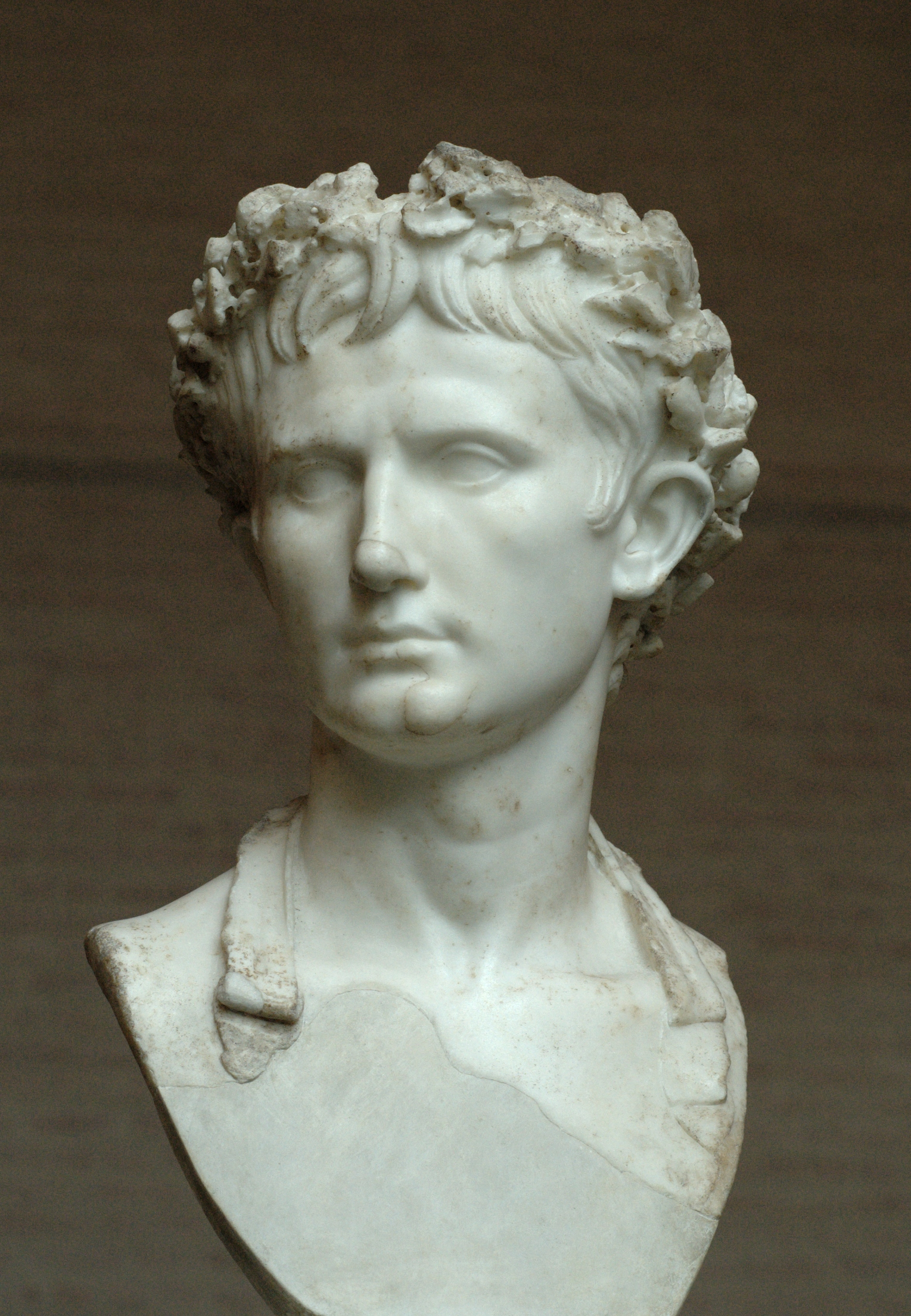
Kaiser Augustus, der Aspourgus als König anerkannte, mit Bürgerkrone (corona civica)
So genannte „Augustus Bevilacqua“-Büste, Münchner Glyptothek

Nach dem Tod Polemons I. wurde Dynamis, von Augustus anerkannt, bis 7/8 n. Chr. Herrscherin des Bosporanischen Reichs. Spätestens 10/11 n. Chr. übernahm Aspourgos das Erbe seines Vaters als bosporanischer König und erwies sich als entschlossener Herrscher, dem es gelang, die Grenzen seines Reiches bis zur Stadt Tanais (an der Mündung des Don in das Schwarze Meer, etwa 20 km nördlich von Asow) auszuweiten und die Expansion der Skythen einzudämmen. Eine formelle Bestätigung als König des Bosporanischen Reiches erfolgte im Jahre 14 n. Chr. durch Kaiser Augustus und den römischen Senat. Kaiser Tiberius, der von 14 bis 37 n. Chr. regierte, verlieh ihm den Titel „Philoromaios“ (Freund der Römer) und die römische Bürgerschaft. Seitdem trugen die Herrscher des Bosporanischen Reiches den Familiennamen Julius, den Vornamen Tiberius und den Ehrennamen Philoromaios.
Um den latenten Konflikt mit der Dynastie der Könige von Pontus – den Nachkommen von König Polemon I. von Pontus – zu beenden, heiratete Aspourgos die thrakische Prinzessin Gepaipyris, die eine Enkelin seines früheren Rivalen, Polemon I. und dessen Gemahlin, Pythodoris von Thralles, war.
Über seine Tätigkeit als Herrscher des Bosporanischen Reiches, die bis zu seinem Tod im Jahre 38/39 n. Chr. reichte, ist wenig mehr bekannt, als dass er ein umsichtiger und tüchtiger Fürst und ein verlässlicher Verbündeter von Rom war. Während seiner Regierungszeit stand er in engem Einvernehmen mit Kaiser Augustus und mit dessen Nachfolger, Kaiser Tiberius. Nach seinem Tod übernahm seine Witwe Gepaipyris die Herrschaft als Königin des Bosporanischen Reiches und als Königin von Kolchis bis 39 n. Chr.

## Bildliche Darstellungen
Auf verschiedenen Münzen des Bosporanischen Königreiches findet sich das Abbild des Aspourgos, wobei sich auf der Rückseite Darstellungen der jeweils regierenden Kaiser – Tiberius und Caligula – befinden.

## Ehe und Nachkommen
Aspourgos heiratete eine thrakische Prinzessin namens Gepaipyris. Ihr Vater war Kotys VIII. († 19 n. Chr.), der von 12 n. Chr. bis 19 n. Chr. als König über Thracia (Provinz), Großarmenien und Kilikien herrschte, nebenbei auch noch Archon in Athen war und am Asklepiostempel in Epidauros eine Säulenhalle erbauen ließ. Ihre Mutter war Antonia Tryphaina (* um 15 v. Chr.; † 55 n. Chr.), die einzige Tochter von Polemon I. König von Pontos (37 – 8/7 v. Chr.) sowie ab 14 v. Chr. König des Bosporanischen Reiches und dessen Gemahlin, Pythodoris von Tralles, die durch ihre Mutter Antonia (* um 50 v. Chr.) eine Enkelin des römischen Staatsmannes Marcus Antonius (* um 83 v. Chr.; † 30 v. Chr.) und damit eine entfernte Cousine der Kaiser Nero und Caligula – war.
Nachkommen des Aspourgos

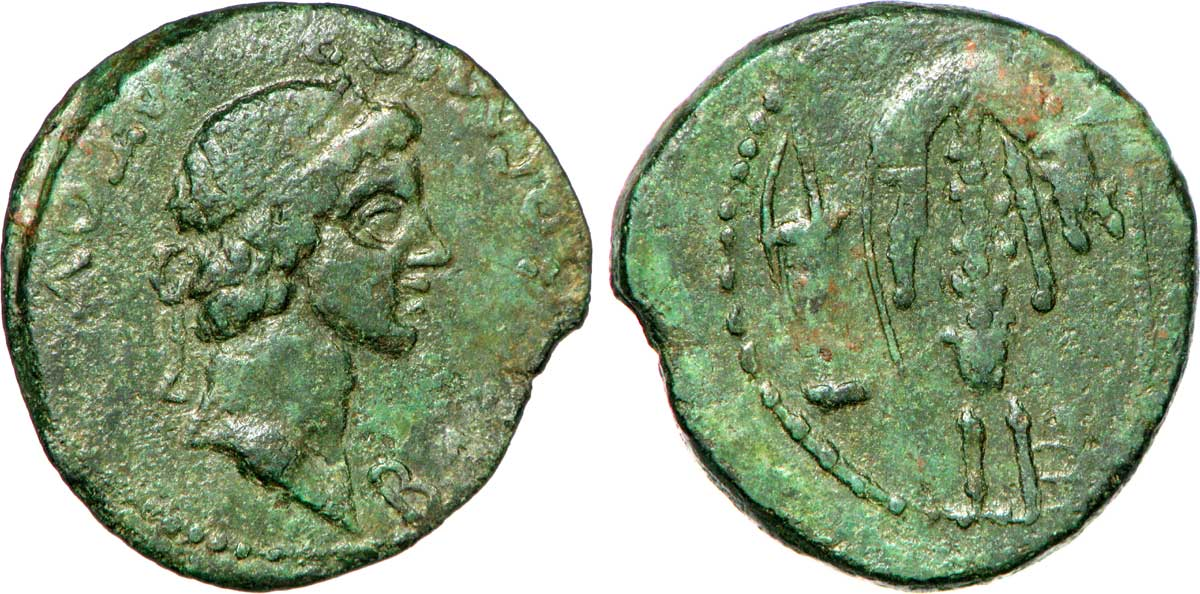
Tiberius Julius Mithridates

- Mithridates II., mit vollem Namen: Tiberius Julius Mithridates Philogermanicus Philopatris, war König des Bosporanischen Reiches von 39 bis 44 und König von Kolchis von 41 bis 44, blieb jedoch unvermählt.
- Cotys I. (Kotys I.), mit vollem Namen: Tiberius Julius Cotys I. Philocaesar Philoromaios Eusebes, König des Bosporanischen Reiches (45 – 69) und von Kolchis (41 – 44), & Eunice eine griechische Adlige unbekannter Herkunft († n. 69 n. Chr.). Er war der nähere Stammvater der Dynastie.